# Vietnam op de Olympische Zomerspelen 2008
Vietnam nam deel aan de Olympische Zomerspelen 2008 in Peking, China. Vietnam debuteerde op de Zomerspelen in 1952 en deed in 2008 voor de dertiende keer mee. Gewichtheffer Hoàng Anh Tuấn won voor zijn land de tweede olympische medaille ooit. Net als in 2000 werd zilver gewonnen.

## Doping
De 19-jarige Vietnamese turnster Đỗ Thị Ngân Thương werd na afloop van de kwalificatie voor de meerkamp positief getest op furosemide. In deze kwalificatie eindigde ze op de 59e plaats.

## Medailleoverzicht
| Sport         | Olympiër       | Discipline    | Medaille |
| ------------- | -------------- | ------------- | -------- |
| Gewichtheffen | Hoàng Anh Tuấn | tot 56 kg (m) | Zilver   |

## Deelnemers en resultaten
(m) = mannen, (v) = vrouwen 
| Sport         | Olympiër             | Discipline            | Resultaat   | Prestatie |
| ------------- | -------------------- | --------------------- | ----------- | --- |
| Atletiek      | Nguyễn Đình Cương    | 800 m (m)             | series      | serie 4: 1.52,06 (7e; 55e tijd) |
| Atletiek      | Vũ Thị Hương         | 100 m (m)             | series      | serie 5: 11,65 (3e; 40e tijd) KF 3: 11,70 (8e; 39e tijd) |
| Badminton     | Nguyễn Tiến Minh     | enkelspel (m)         | 1/16F       | 1/16F: 16-21, 21-15, 15-21 Hsieh Yu-Hsing (Tpe) |
| Badminton     | Lê Ngọc Nguyên Nhung | enkelspel (v)         | 1/16F       | 1/32F: 21-13, 21-12 Thilini Jayasinghe (Sri) 1/16F: 7-21, 12-21 Eriko Hirose (Tha)                                                                                        |
| Gewichtheffen | Hoàng Anh Tuấn       | tot 56 kg (m)         | Zilver      | 290 kg (trekken: 130 / stoten: 160) |
| Gewichtheffen | Nguyễn Thị Thiết     | tot 63 kg (v)         | 5e          | 225 kg (trekken: 100 / stoten: 125) |
| Gymnastiek    | Đỗ Thị Ngân Thương   | meerkamp (v)          | 59e         | 52.100 punten 14.225 balk 12.575 brug-ongelijk 13.400 sprong 11.900 vloer                                                                                                 |
| Schietsport   | Nguyễn Mạnh Tường    | 10 m luchtpistool (m) | 34e         | 572 punten (92-99-97-93-95-96) |
| Schietsport   | Nguyễn Mạnh Tường    | 25 m vrij pistool (m) | 38e         | 543 punten (92-89-89-91-93-89) |
| Taekwondo     | Nguyễn Văn Hùng      | boven 80 kg (m)       | 1/8F        | 1/8F: verloor van Chika Chukwumerije (Ngr), (1-3) |
| Taekwondo     | Trần Thị Ngọc Trúc   | tot 49 kg (v)         | kwartfinale | 1/8F: won van Theresa Tona (Png), (5-0) KF: verloor van Buttree Puedpong (Tha), (1-2)                                                                                     |
| Taekwondo     | Nguyễn Thị Hoài Thu  | tot 57 kg (v)         | 1/8F        | 1/8F: verloor van Bineta Diedhiou (Sen), (0-1) |
| Tafeltennis   | Đoàn Kiến Quốc       | enkelspel (m)         | 2e ronde    | vr: 11-8, 11-7, 12-10, 11-5 David Zalcberg (Aus) 1R: 10-12, 11-7, 11-6, 6-11, 11-9, 14-12 Christophe Legoût (Fra) 2R: 3-11, 11-5, 4-11, 12-14, 8-11 Aleksej Smirnov (Rus) |
| Zwemmen       | Nguyễn Hữu Việt      | 100 m school (m)      | series      | serie 2: 1.06,36 (4e; 58e tijd) |

De deelnemers in de gymnastiek en de schietsport namen deel op uitnodiging van de Olympische tripartitecommissie.
Afghanistan · Albanië · Algerije · Amerikaanse Maagdeneilanden · Amerikaans-Samoa · Andorra · Angola · Antigua en Barbuda · Argentinië · Armenië · Aruba · Australië · Azerbeidzjan · Bahama's · Bahrein · Bangladesh · Barbados · België · Belize · Benin · Bermuda · Bhutan · Bolivia · Bosnië en Herzegovina · Botswana · Brazilië · Britse Maagdeneilanden · Bulgarije · Burkina Faso · Burundi · Cambodja · Canada · Centraal-Afrikaanse Republiek · Chili · China · Chinees Taipei · Colombia · Comoren · Congo-Brazzaville · Congo-Kinshasa · Cookeilanden · Costa Rica · Cuba · Cyprus · Denemarken · Djibouti · Dominica · Dominicaanse Republiek · Duitsland · Ecuador · Egypte · El Salvador · Equatoriaal-Guinea · Eritrea · Estland · Ethiopië · Fiji · Filipijnen · Finland · Frankrijk · Gabon · Gambia · Georgië · Ghana · Grenada · Griekenland · Groot-Brittannië · Guam · Guatemala · Guinee · Guinee‑Bissau · Guyana · Haïti · Honduras · Hongarije · Hongkong · Ierland · IJsland · India · Indonesië · Irak · Iran · Israël · Italië · Ivoorkust · Jamaica · Japan · Jemen · Jordanië · Kaaimaneilanden · Kaapverdië · Kameroen · Kazachstan · Kenia · Kirgizië · Kiribati · Koeweit · Kroatië · Laos · Lesotho · Letland · Libanon · Liberia · Libië · Liechtenstein · Litouwen · Luxemburg · Macedonië · Madagaskar · Malawi · Malediven · Maleisië · Mali · Malta · Marshalleilanden · Marokko · Mauritanië · Mauritius · Mexico · Micronesië · Moldavië · Monaco · Mongolië · Montenegro · Mozambique · Myanmar · Namibië · Nauru · Nederland · Nederlandse Antillen · Nepal · Nicaragua · Nieuw-Zeeland · Niger · Nigeria · Noord-Korea · Noorwegen · Oeganda · Oekraïne · Oezbekistan · Oman · Oostenrijk · Oost‑Timor · Pakistan · Palau · Palestina · Panama · Papoea-Nieuw-Guinea · Paraguay · Peru · Polen · Portugal · Puerto Rico · Qatar · Roemenië · Rusland · Rwanda · Saint Kitts en Nevis · Saint Lucia · Saint Vincent en Grenadines · Salomonseilanden · Samoa · San Marino · Sao Tomé en Principe · Saoedi-Arabië · Senegal · Servië · Seychellen · Sierra Leone · Singapore · Slovenië · Slowakije · Soedan · Somalië · Spanje · Sri Lanka · Suriname · Swaziland · Syrië · Tadzjikistan · Tanzania · Thailand · Togo · Tonga · Trinidad en Tobago · Tsjaad · Tsjechië · Tunesië · Turkije · Turkmenistan · Tuvalu · Uruguay · Vanuatu · Venezuela · Verenigde Arabische Emiraten · Verenigde Staten · Vietnam · Wit-Rusland · Zambia · Zimbabwe · Zuid-Afrika · Zuid-Korea · Zweden · Zwitserland
Uitgesloten van deelname: Brunei